# Belgrandia
Belgrandia là một chi ốc nước ngọt rất nhỏ, động vật thân mềm chân bụng trong họ Hydrobiidae.

## Các loài
Các loài trong chi Belgrandia gồm có:
- Belgrandia silviae Rolán & Oliveira, 2009[2]